# Fünf-Sterne-Kerle inklusive
5-Sterne-Kerle inklusive ist eine deutsche Filmkomödie von Vivian Naefe, die 2006 als Premiere im Fernsehen lief. Das Drehbuch beruht auf dem gleichnamigen Roman von Gaby Hauptmann. Die Hauptrollen sind mit Katharina Wackernagel und Gila von Weitershausen besetzt, tragende Rollen mit Dieter Landuris, Filip Peeters, Franz Buchrieser und Maximilian Brückner.

## Handlung
Die junge Supermarktkassiererin Katrin leidet an einem „Robin-Hood-Komplex“, wie es ihre Tante Ruth ausdrückt, der sie dazu bringt, selbstlos für andere Menschen in die Bresche zu springen. Obwohl sie gerne Jura studieren möchte, traut sie sich dies jedoch nicht recht zu. Als der Second-Hand-Laden ihrer Tante Ruth pleitegeht und sie selbst in einem Preisausschreiben eine Skiwoche in Zürs am Arlberg für eine Person gewinnt, lädt Katrin ihre Tante kurzerhand ein, sie zu begleiten. Ruth, nicht ahnend, dass ihre Nichte ihren Aufenthalt in dem Fünf-Sterne-Hotel „Edelweiß“ aus eigener Tasche bezahlen muss, stimmt zu und die beiden Frauen reisen gemeinsam nach Österreich.
Schon am ersten Tag begegnen die beiden Frauen einer Gruppe vier offensichtlich wohlhabender Männer, die recht offensiv mit Katrin zu flirten beginnen. Besonders der PR-Agent Gerhard und der verheiratete Jan buhlen um die Gunst der jungen Frau. Auch der Barkeeper Julian hat ein Auge auf sie geworfen. Katrin entzieht sich jedoch vorerst allen Annäherungsversuchen. Ruth, die eigentlich nach ihrer Trennung vom Noch-Ehemann keine Lust mehr auf Männer hat, trifft in einem Sportgeschäft auf den vermeintlichen Verkäufer Werner, der ihr charmant den Hof macht. Nachts findet Katrin immer wieder Blätter mit Gedichten, die ein Unbekannter unter der Tür hindurchschiebt. Julian belauscht derweil die vier Männer, die eifrig über eine Wette diskutieren, dessen Inhalt wohl ist, mit Katrin zu schlafen. Eifersüchtig versucht er, Katrin zu warnen, doch sie glaubt ihm nicht.
Nachdem Gerhard von seiner Angebeteten nach einem kleinen Skiunfall „gerettet“ wird, schenkt er ihr Blumen und eine teure Kette. Vor Ruth macht sich Katrin Gedanken, ob sie dabei ist, sich in einen der Männer zu verlieben. Es kommt zum Zerwürfnis mit der Tante, als diese deutlich macht, dass sie nicht an ernsthafte Absichten der Männer glaubt. Aufgewühlt geht Ruth auf Werner zu, nur um festzustellen, dass dieser tatsächlich der Inhaber der Sportgeschäftskette ist. Nach kurzer Bedenkzeit lässt sie sich jedoch auf ihn ein. Auf der Jagd nach dem Verfasser der nächtlichen eingeschobenen Gedichte wird Katrin nachts von Jan bedrängt, den sie sich nur mühsam vom Leib halten kann. Gerhard bricht sich beim heftigen Balztanz um Katrin zwei Rippen. Frustriert beichtet er ihr, dass die vier Männer tatsächlich für eine Wette jeweils einmal jährlich ein Mädchen mit einem Preisausschreiben auf den Berg locken. Ernüchtert beschließt Katrin, sich nicht weiter mit ihnen abzugeben und fährt stattdessen mit Julian Ski. Doch als nun auch Matthias, einer der vier Männer, aufdringlich wird, hat Katrin endgültig die Nase voll. Sie verschenkt ein „erbeutetes“ Armband an ein Zimmermädchen und lockt alle vier Männer, mit dem Versprechen auf eine heiße Nacht in Boxershorts in den Skikeller, wo sie bereits mit der Kamera wartet. Am nächsten Morgen machen die Herren jedoch süffisant klar, dass sie sich davon nicht aus der Ruhe bringen lassen, was Katrin die Freude an ihrer Rache ein wenig nimmt. Sie trifft sich mit Julian und gesteht ihm, dass sie nun doch Jura studieren will. Als sie jedoch in ein Fettnäpfchen tappt, flüchtet sie peinlich berührt.
Kurz nach seiner Abreise erhält Katrin einen Anruf von Jan, der sie bittet, ihr einen vergessenen Koffer mit seinem Laptop nach Zürich zu bringen und ihr dafür eine weitere Woche Urlaub auf seine Kosten verspricht. Aus reiner Neugierde knackt Katrin das Zahlenschloss und stellt entsetzt fest, dass sich im Koffer kein Computer befindet, sondern fünf Millionen Euro in bar. Ihr wird klar, dass die Männer die ganze Woche über ihre Verwicklung in Geldwäschegeschäfte angedeutet hatten und sie nun als Boten missbrauchen wollen. Sie lässt Ruth, die vorerst bei Werner bleiben will, in dem Glauben, dass sie das Geld der Polizei übergeben wird und macht sich stattdessen auf den Weg nach Zürich. Allerdings möchte sie Jan nicht den gesamten Betrag zurückgeben, sondern erpresst ihn um einen „Finderlohn“ von 500.000 Euro. Ruth wittert den Coup und folgt ihrer Nichte, hält sie von der Übergabe ab und übernimmt diese stattdessen in Werners Auto selbst. Erleichtert treffen sich die beiden Frauen in einem Kaffee. Nachdem Katrin ihrer verblüfften Tante ihre Hälfte des Finderlohns für ihren Neustart in Zürs überreicht hat, hat auch diese eine Überraschung parat: Julian wartet vor dem Café auf Katrin. Glücklich küssen sich die beiden. Ruth eröffnet ein Modegeschäft in Zürs.

## Kritik
„Der Film ist nicht besonders kompliziert aufgebaut und eher behäbig inszeniert, es gelingt ihm aber, eine reizvolle Winteratmosphäre zu schaffen. Handlung und Dialoge sind durch und durch glaubhaft und realistisch, was sie wohltuend von Liebeskomöden amerikanischer Machart abhebt. Die schauspielerische Leistung ist einwandfrei und die Filmmusik ungewöhnlich eingängig und flott.“